# Monika Gora

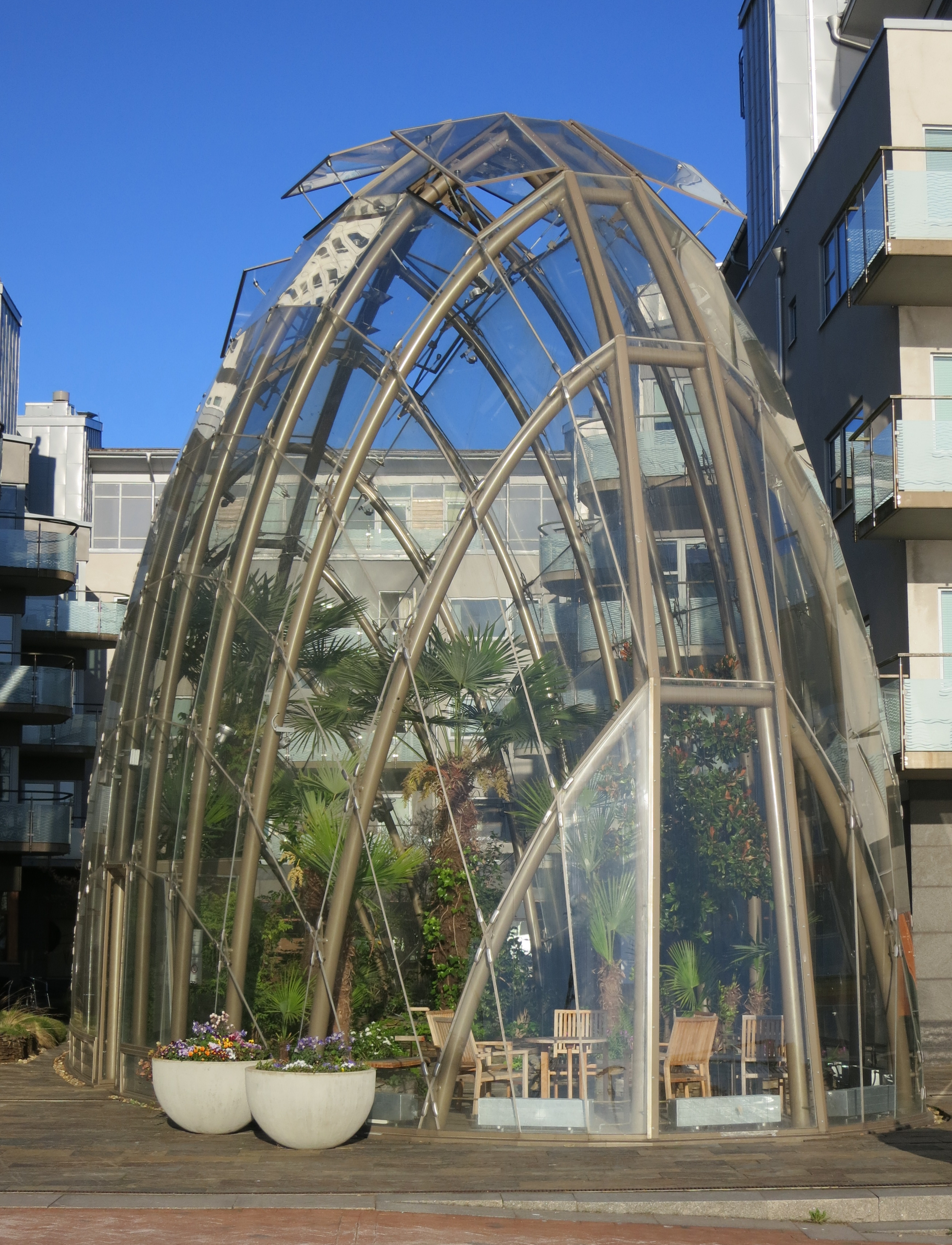
Glasbubblan i Malmö

Monika Gora, född 1 februari 1959 i Warszawa i Polen, är en svensk landskapsarkitekt, konceptkonstnär och formgivare.
Monika Gora utbildade sig till landskapsarkitekt på Sveriges lantbruksuniversitet med examen 1983. 

## Offentliga verk i urval
- Konstnärlig gestaltning, 12 trädbevuxna cirkulära öar med träd, belysning och bänkar av Stallgatan i Ursvik i Sundbyberg, 2013, i samarbete med landskapsarkitekt Mårten Setterblad
- Kusinerna, Arnbergs plats i Höganäs
- Kusinen, 2012, Rolands plats i Lidingö
- La Familia, 2010, infektionskliniken i Malmö
- Homo Ludens, 2009, Tingvallahallarna i Karlstad
- Silverträdet, rostfritt stål, 2007, framför Kulturens hus i Luleå
- Glasbubblan, ett sfäriskt växthus, 2006, i Västra Hamnen i Malmö
- Drömmesjöns bryggor på land, rostfritt stål och lärkträ, 2005, rastplats i Sidensjö vid väg 335.
- Metamorfos 2005, blankpolerat stål, Linköping
- Lövverk, glas, i och utanför universitetsbyggnaden i Örnsköldsvik
- Parapluie, 2002, vid Sundspärlan i Helsingborg
- installationen Ljusdroppen, 1998 konstruerade hon en monumental ballong fylld med konstgjort solljus framför Riksdagshuset i Stockholm
- Jimmys, skulpturgrupp, 1997, Pildammsparken i Malmö (flera platser, bland andra Kalmar 2006 och Nyköping 2008)
- Gestaltning av Karlslundstorget i Landskrona
- Ormet, 1988, Kungsparken i Malmö

## Bilder

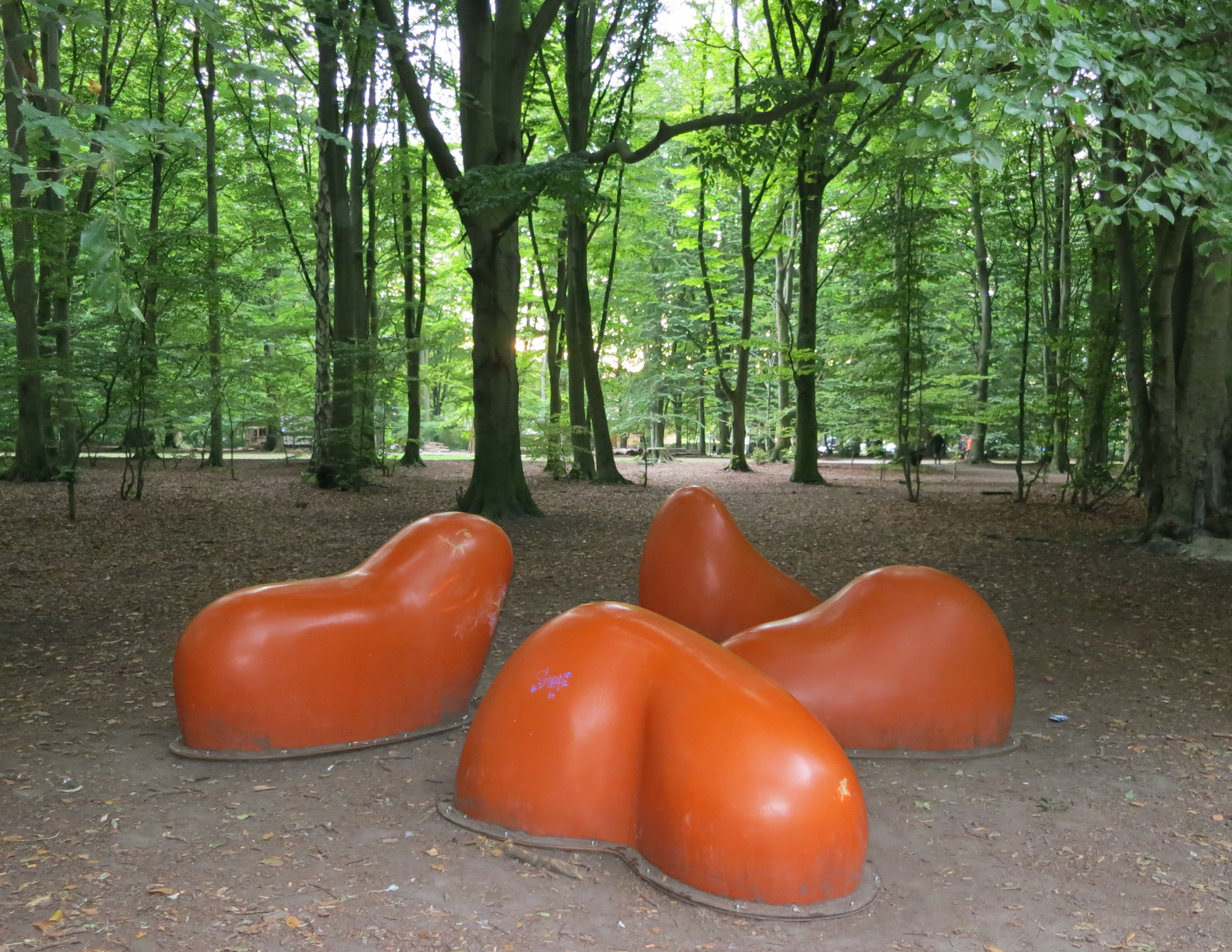
Jimmys i Malmö
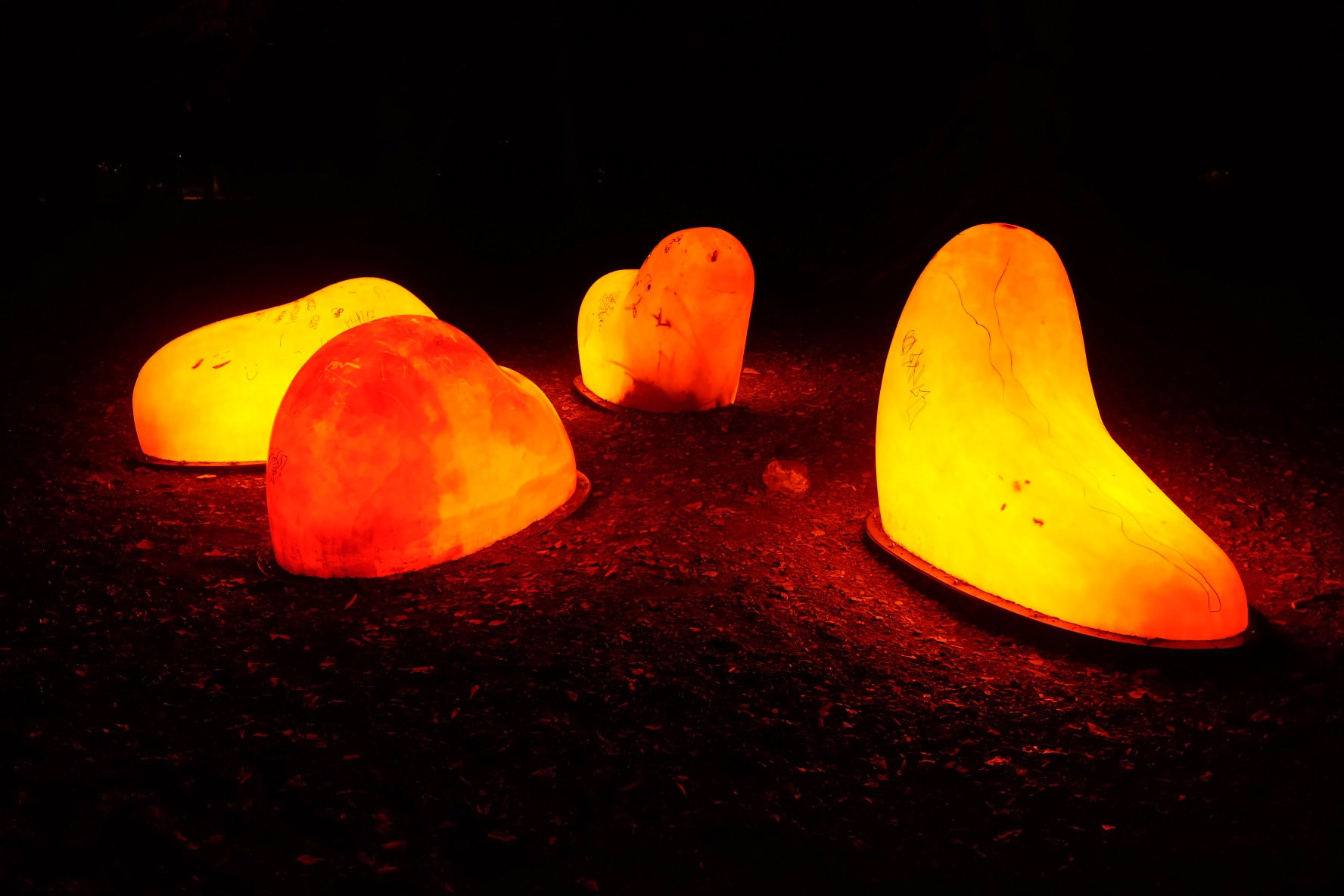
Jimmys nattetid
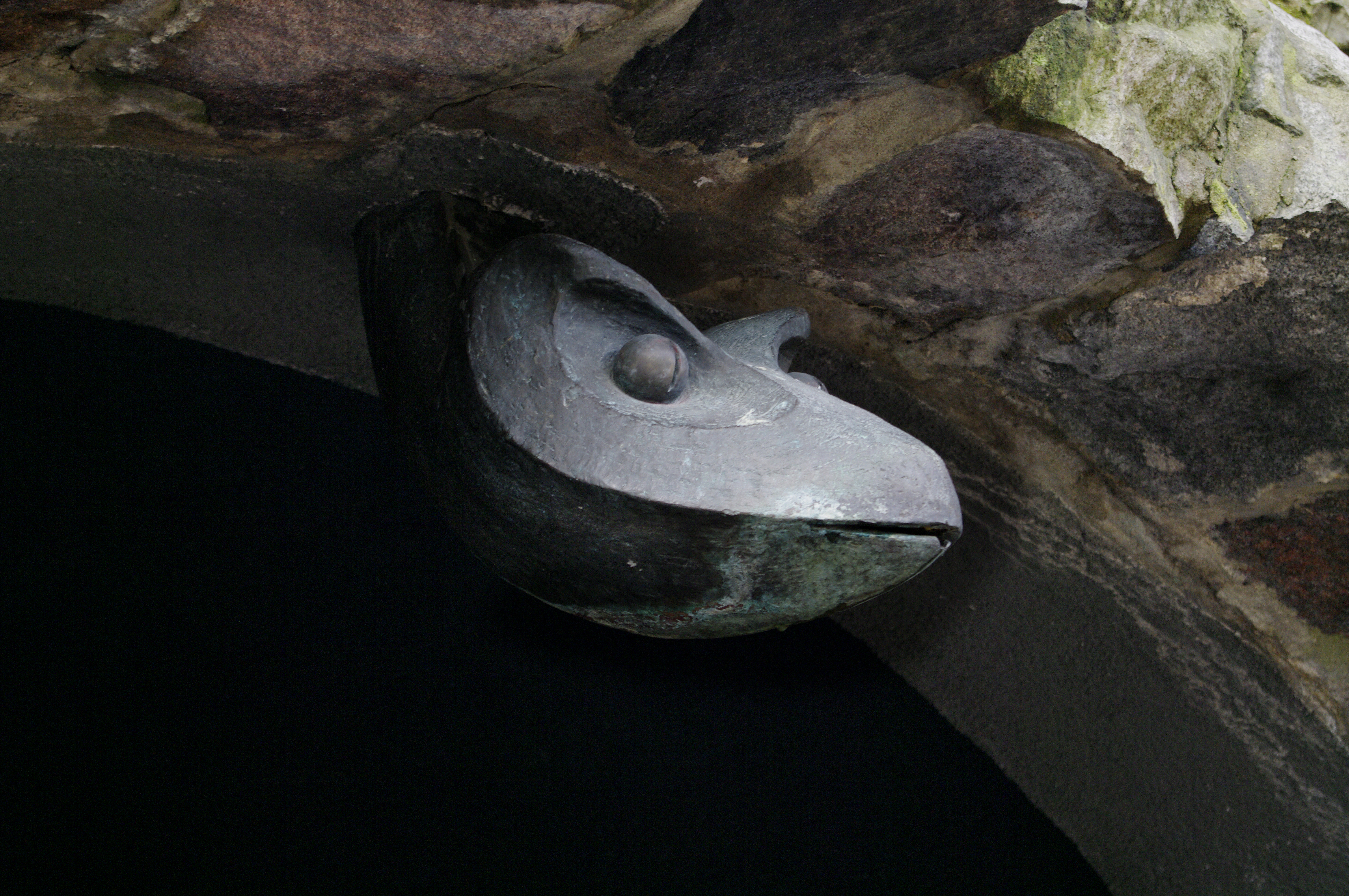
Ormet i Malmö